# Palazzo Tarcagnota
Il Palazzo Tarcagnota è un edificio storico della città di Mondragone, in provincia di Caserta, in Campania.
Originario del XVIII secolo e situato nel centro storico, il Palazzo sorge non troppo distante dalla chiesa madre della città, il Santuario di Maria Santissima Incaldana.

## Storia

### Il palazzo
Nel XVIII secolo, la famiglia Tarcagnota costruì un maestoso palazzo familiare con la lunga facciata su quella che oggi prende il nome di Via Vittorio Emanuele.
Situato nel centro storico, il Palazzo sorge non troppo distante dalla chiesa madre della città, il Santuario di Maria Santissima Incaldana, e dalla Piazza Umberto, in cui è presente lo storico Campanile con il Monumento ai Caduti della Grande Guerra.
Nel corso della Prima e della Seconda Guerra Mondiale, la facciata del palazzo venne danneggiata dai conflitti e dai bombardamenti.
Perciò, nel dopoguerra, si ebbe il rifacimento delle decorazioni originali, di parte della muratura e di alcuni solai. Lo stemma originale della famiglia, posto sul portone principale, fu traufagato da ignoti e mai recuperato.
Il 26 agosto 1988, il Palazzo viene dichiarato patrimonio d'interesse particolare e posto sotto tutela.
Infine, nel 2002, il Palazzo venne finalmente acquistato dal Comune di Mondragone.

### La famiglia Tarcagnota
I Tarcagnota furono una famiglia gentilizia di ricchi proprietari locali, ormai estinta.
Le origini sono molto antiche, addirittura non italiane, in quanto il loro trasferimento in Italia avvenne solamente nel 1453 dopo che la città di Costantinopoli cadde per mezzo dei Turchi Ottomani.
Sotto questo cognome, nel XVI secolo si hanno notizie di un certo Giovanni Tarcagnota (Joanni Tarchaniota). Costui, originario del Despotato di Morea, era uno storico, figlio di Paolo Tarcagnota, quest'ultimo, cugino del poeta e uomo d'arme Michele Marullo Tarcaniota (celebre per essere stato ritratto in uno dei quadri del pittore Sandro Botticelli).
Anch'egli fu un importante letterato e fu storico, latinista e grecista. Fu uno dei più importanti autori di traduzioni in volgare della produzione letteraria italiana rinascimentale. È citato da Alessandro Manzoni nei Promessi Sposi, quale scrittore dell'opera Historia del mondo.
Non è noto se questa famiglia discendesse da questi personaggi. Certo è la loro origine esterna, in quanto si trasferirono a Mondragone solo nell'ultimo decennio del XVI secolo e notizie su questo trasferimento, con un certo Paolo Tarcagnota, sono contenute in atti del Bilancio del Reame del Regno di Napoli (1591 e 1592).
Ciò che è noto è che i Tarcagnota a Mondragone ebbero un importante ruolo nella sua storia cittadina. Infatti, oltre alla presenza di questo grande palazzo familiare, essi diedero i natali a membri politici localmente importanti, che furono addirittura sindaci della città: Giovanni Tarcagnota (dal 2 febbraio 1833 al 31 dicembre 1835 e nuovamente dal 25 gennaio 1851 al 31 dicembre 1854) e Michele Tarcagnota (dal 21 ottobre 1895 al 7 aprile 1909, già consigliere provinciale dal 1885 al 1890). Giovanni Tarcagnota, figlio di Michele Tarcagnota, fu consigliere provinciale dal 1952 al 1956.
Sotto la reggenza del sindaco Michele Tarcagnota († 1915), il comune di Mondragone era in evoluzione, passando da piccolo agglomerato rurale a una cittadina con maggior sviluppo demografico ed economico. Il Tarcagnota si batté per contrastare la miseria cittadina, assestare le condizioni finanziarie, riorganizzare l'acquedotto e riadattare la cittadina dal punto di vista igienico e urbanistico, e tentò invano di dotare il territorio di uno scalo marittimo. Sotto il suo governo venne creato il primo impianto elettrico e la prima fognatura. Era sposato con una donna, aveva due figlie e viveva in questo palazzo. La luce del Tarcagnota, però, fu macchiata dall'ombra dell'accusa dell'omicidio del suo rivale politico, ma dalla quale uscì assolto.
Con lo scoppio della I Guerra Mondiale (la "Grande Guerra", 1915-1918), anche la terra di Mondragone venne, ovviamente, coinvolta e più di 3000 cittadini vennero alle armi. Tra i valorosi soldati e ufficiali di questa cittadina, si ricorda anche il nome del tenente Giovanni Tarcagnota.
Alle elezioni politiche italiane del 1921 (15 maggio) si presentarono anche due candidati locali, tra cui Giovanni Tarcagnota, ma nessuno dei due fu eletto.
Al termine della II Guerra Mondiale, che vide nuovamente e duramente coinvolta anche Mondragone, il 10 settembre 1944 si tenne nel Cinema Beatrice (fondato nel 1927) una grande manifestazione festaiola per la fine del conflitto e il ritorno dei soldati; a fare un solenne discorso sul coraggio e sulla fraternità dei Mondragonesi ci fu l'avvocato Giovanni Tarcagnota.
Importante fu l'istituzione della pro loco locale, per iniziativa del comm. Giovanni Tarcagnota, tra gli altri (compreso il sindaco). Questi fu lo stesso che venne eletto al consiglio provinciale nel 1952, anno in cui la lista capeggiata dall'omonimo avvocato Giovanni Tarcagnota vinse le elezioni comunali (il sindaco fu Arturo Tucci).
Oltre a tutte queste notizie, altri rilevanti segni lasciati dai Tarcagnota sono riscontrabili dalle cinque lapidi funerarie custodite all'interno del Santuario di Maria Santissima Incaldana, tuttora esistenti. Queste, databili da fine XVIII alla seconda metà del XIX secolo, permettono di avere notizie su uno spaccato di vita che certamente, almeno in parte, si discosta dalla società odierna. Le lapidi appartengono a tre donne e a due uomini, tutti appartenenti direttamente o indirettamente alla famiglia: Birgitta Beatrice (unica figlia di Giulio Beatrice e moglie di Pasquale Tarcagnota), Ottavia Tarcagnota (figlia di Epifanio Tarcagnota e moglie di Andrea Caramanna), Epifanio Tarcagnota (padre di Ottavia Tarcagnota e marito di Paola Chinappi), Marianna Tarcagnota e, infine, Giovanni Tarcagnota (figlio di Pasquale Tarcagnota e Adriana Ricca).

### Stemma
Lo stemma della famiglia Tarcagnota, come detto, era presente sul portone principale. 
Esso è corrisponde alla seguente blasonatura: "D'azzurro, al guerriero al naturale, posto in palo e armato con elmo, lancia e arco, accompagnato da due cagnolini al naturale". In questo stemma, nel caso in cui la figura umana sia una guerriera, ella potrebbe rappresentare Diana (a.k.a. Artemide), dea della caccia. Le armi che tiene in mano possono variare, come visibile sulle diverse fonti fotografiche e materiali di questo stemma; infatti possono essere due lance, arco e freccia, lancia con arco e freccia, ecc. Nel caso in cui i cani siano tre, e non due, il terzo è posto in punta, ovvero ai piedi della figura umana. Inoltre i cani possono essere sia liberi sia collarinati: nel primo caso prendono il nome di bracchi; mentre nel secondo caso si dicono levrieri. Lo stemma, infine, era rappresentato avvolto nel mantello nobiliare e sormontato da una corona araldica.

## Descrizione

### Esterno
Il Palazzo, dalla forma di un parallelepipedo a pianta rettangolare, si erge su 3 livelli (piano terra, primo piano e secondo piano) ed è dotato di una lunga facciata che si affaccia sulla via adiacente per un totale di 60 m.
Oltre ai tre livelli dei piani, che quindi lo divide in tre ordini orizzontali, il Palazzo può essere diviso in otto ordini verticali caratterizzati da una fila di finestre.

#### Finestre
Infatti, il Palazzo è dotato in un cospicuo numero di aperture finestrate, ben 16 sulla facciata principale. Esse, quindi, in coppia di due e poste in palo, formano le diverse sezioni verticali dell'edificio. Le finestre sono poste nei primi due livelli superiori della facciata, mentre in quello di terra sono presenti delle porte (una sotto ogni fila finestrata verticale), per un totale di 6 porte e 2 portoni.
Le finestre non sono separate tra loro da una distanza equa, in modo da formare una distribuzione simmetrica, ma anzi sono collocate in modo irregolare. Se si dividesse in due la facciata principale, essa presenterebbe la seguente distinzione: a destra file di finestre più accostate tra loro; mentre a sinistra si vedrebbe una maggior distanza tra loro, particolarmente visibile nelle ultime due verso l'estremo sinistro.
Ancora, le finestre si suddividono tra loro in due gruppi, quello del primo piano e quello del secondo. Questo perché le 8 finestre del primo sono 6 tutte uguali tra loro e altre 2 uguali tra loro ma diverse dalle altre; invece, quelle del secondo sono tutte e 8 uguali tra loro, ma tutte differenti da quelle del piano sottostante. Questo perché 2 delle finestre del primo piano (situate 1 sul portone principale di destra e 1 sulla penultima porta di sinistra) sono rettangolari, con accostate ai lati due colonnine a tronco tondo e con capitello, sormontate in cima da una decorazione a lunetta con una conchiglia centrale; invece, le altre 6 del primo piano sono, sì anch'esse rettangolari, ma sono accostate da due lesene e sono sormontate da una ricca e vivace decorazione in stucco.
Le 8 finestre del secondo piano, invece, sono molto simili alle 6 uguali del primo piano, ma sono price delle lesene laterali e la decorazione che le sormontato e molto più semplice.
La cosa che le accomuna tutte è che le finestre sono tutte di colore bianco, così come lo sono tutte le restanti decorazioni. Questo colore permette loro di spiccare dal resto della facciata, tinteggiata con una tonalità di giallo.

#### Porte e portoni
Come detto, il palazzo reca sulla facciata 8 entrate, di cui 6 sono porte e 2 sono portoni.
Le sei porte sono rettangolari e chiuse da semplici ante in legno marrone. Solo superiormente recano una decorazione, dalla forma di una specie di pergamena srotolata, al cui interno però non vi è scritto nulla (e se vi era, non ne sono state riportate testimonianze).
Poi vi si trovano i due portoni, che rappresentano le due entrate principali. Uno di questi è posto quasi al centro del palazzo, sotto la quarta fila verticale di finestre (partendo dall'esterno sinistro); esso è un grande e semplice portale in pietra di forma squadrata.
L'altro portale, invece, rappresenta il vero ingresso d'onore. Posto all'estremo destro, è un grande portale in pietra a forma di arco. Ai suoi due lati, destro e sinistro, sono posti due paracarri in marmo bianco e ognuno somigliante a un fusto di colonna striata e sormontato da una calotta. Invece, nella posizione della chiave di volta era presente lo stemma originale della famiglia Tarcagnota in marmo, ma quest'ultimo venne traufagato da ignoti e non è mai stato ritrovato.; così, per anni, si sono visti al suo posto solo tre ganci ferrei, che erano quelli che ancoravano lo stemma originale. Recentemente, l'amministratore comunale di Mondragone ha deciso di realizzare un nuovo stemma, ma non con le armi gentilizie dei Tarcagnota, bensì con quelle della città (D'oro, al drago verde alato, unghiato e linguato dello stesso, dentato d'argento, allumato di rosso e con la coda in anello e desinente in dardo all'ingù. Il drago è posato sulle cime di tre monti d'azzurro. Lo scudo sarà fregiato della corona muraria).

#### Balconi e fregi
All'altezza delle finestre, ovviamente, sono presenti anche 14 balconi, uno per ogni finestra, tranne che per quanto riguarda le due finestre uguali con lunetta e conchiglia del primo piano. Essi presentano un'inferriata realizzata con sinuose decorazioni in ferro battuto, di colore nero, ma il disegno può variare da balcone a balcone, seppur in grandi linee appaia molto simile. La base dei balconi, invece, è tinteggiata di bianco.
Al livello dei balconi, poi, ritroviamo due fregi (uno per il primo e l'altro per il secondo piano). Essi sono di altezza identica a quella verticale dei balconi, mentre per lunghezza occupano tutta la facciata (tranne che per i punti in cui sono inseriti, ovviamente, i suddetti balconi). Le due bande di fregio sono diverse tra loro. Innanzitutto, entrambe sono incorniciate sopra e sotto con un rilievo rettilineo di colore bianco e al centro sono tinteggiate del giallo della facciata, ma, per quanto riguarda il disegno interno, è qui che si differenziano. Infatti, la prima decorazione ha un semplice disegno interno a motivo vegetale, il quale appare come uno spesso stelo fogliato che forma riccioli; l'altra decorazione, invece, contiene all'interno disegni più complessi e più sottili, simili a ghirigori.

#### Altre decorazioni
Ma oltre a tutto questo, vi sono altri elementi interessanti presenti sulla facciata.
Infatti, sia all'estremo sinistro e sia alla destra e sinistra del portone ad arco, sono presenti delle file di mattoni in rilievo simili a finti blocchi di bugnato. Esse partono dalla base del primo fregio e arrivano fino alla base del tetto del Palazzo, ma questo è valido solo per le due file di bugnato agli estremi, poiché l'altra è più corta e termina sotto la base del secondo fregio. Di particolare interesse è notare che, all'altezza del primo fregio, alto quanto lui (circa 1 m), vi sono tre blocchi di bugnato con al centro 
scolpiti bizzarramente tre mascheroni con sembianze umane.
Infine, nell'angolo nord-est al disopra del portone ad arco e accanto al primo mascherone di bugnato, è presente un'antica edicola sacra. Essa è realizzata a forma di piccola casetta con corpo rettangolare e tetto spiovente triangolare, sorretta da due mensole. È aperta e al suo interno è custodito un crocifisso. Al disotto dell'edicola è presente una piccola targa con inscritto in rosso il seguente testo:

### Interno
Internamente il Palazzo si presenta con due corti, una interna chiusa e l'altra esterna e aperta verso il giardino.
Nella corte del giardino, dalla quale si accede attraverso il portone principale ad arco, vi si trova posto quanto resta di un piccolo edificio minore, la dépendance del giardiniere, che è eretta su due livelli e con il tetto costituito da un singolo solaio spiovente. Questo edificio è costruito sulle antiche mura della città ed è anche adiacente alla stalla e al capanno per attrezzi (entrambi di epoca successiva).
Successivamente, tramite una zona ricoperta con volta a botte e salendo la scala marmorea, si raggiungono gli appartamenti nobiliari del primo piano (piano nobile), che sono disposti in successione a formare una lettera "L", che si dispone attorno ad un ampio salone con un grande affresco sotto il soffitto.
Dagli appartamenti si può accede ad un ampio terrazzo.
Alla seconda corte del piano terra, invece, vi si può accedere dal secondo grande portone d'ingresso e rappresentava la zona destinata ad accogliere lo staff dei collaboratori domestici. Nella corte, infatti, sono localizzati vari ambienti di servizio (cucina, dispensa, lavatoio, pozzo, ecc.). Poi, da una scala sulla sinistra, vi si può accedere al secondo piano, dov'erano localizzate le stanze destinate ai domestici. Su quest'ultimo piano è presente un grande terrazzo che abbraccia la corte per tre lati.
Infine, per quanto riguarda lo spazio esterno ascrivibile al giardino, la sua organizzazione si differenzia in base ai piani: al livello del piano terra è caratterizzato da un porticato con pilastri in tufo e con archi a sesto ribassato; invece, al livello del piano nobile il porticato è chiuso, con vetrate policrome e telai in ferro; infine, al secondo e ultimo piano troviamo un terrazzo.